# Tipula clarkiana
Tipula clarkiana är en tvåvingeart som beskrevs av Alexander 1929. Tipula clarkiana ingår i släktet Tipula och familjen storharkrankar. Inga underarter finns listade i Catalogue of Life.